# Prins Hatt under jorden (1963)
Prins Hatt under jorden är en svensk dramafilm från 1963 i regi av Bengt Lagerkvist. I rollerna ses bland andra Gunnel Broström, Jan Malmsjö och Britta Pettersson.
Filmens förlaga var folksagan Prins Hatt under jorden, vilken bearbetades till filmmanus av Lars Forssell. Inspelningen ägde rum i Filmstaden Råsunda med Rune Waldekranz som produktionsledare, Sven Nykvist som fotograf och Georg Riedel som musikkompositör. Filmen klipptes sedan ihop av Lennart Wallén och hade premiär den 28 september 1963 på biografen Palladium i Malmö. Stockholmspremiär hade den två dagar senare på biograferna Plaza och Astoria. Den var 79 minuter lång och tillåten från 15 år.
Filmen mottog 1964 Svenska Filminstitutets kvalitetsbidrag, vilket uppgick till 184 242,05 svenska kronor.

## Handling
Erik är en ungdom på glid och gör en natt inbrott i en fotoaffär. Han blir påkommen av nattvakten och måste fly från platsen. Under flykten blir han upplockad av kabarésångaren Margot, som erbjuder honom skydd. Erik, som nu är efterlyst av polisen, stannar en längre tid hos Margot och blir även hennes älskare. Margot är dock inte ensam om att åtrå Erik: även den unga Li intresserar sig för honom och lyckas till slut "befria" honom från hans liv under jorden hos Margot.

## Rollista
- Gunnel Broström – Margot Sanders, kabarésångare, "Häxan"
- Jan Malmsjö – Erik, ungdom på glid, "Prinsen"
- Britta Pettersson	– Li, "Prinsessan"
- Edvin Adolphson – Axel, direktör, "Kungen"
- Margit Carlqvist – Katrin, Margots dotter, "Häxans dotter"
- Mona Malm	– Sonja, Lis syster
- Maude Adelson – Lily, Lis syster
- Inger Juel – expedit
- Olof Thunberg – Roland, kabarésångare
- Börje Nyberg – kabaréregissör
- Sune Mangs – festdeltagare
- Tommy Nilson – festdeltagare
- Thor Hartman – festdeltagare
- Carl-Olof Alm – man i Gamla stan
- Dora Söderberg – Östermalmsfru
- Hanny Schedin – Alma, hembiträde